# Cò filter
Cò filter è il 15º album discografico di Brigantony, pubblicato nel 1990.

## Tracce
1. Niura è – 3:01
2. U difettu – 3:06
3. Ricordo di Giuliano – 5:06
4. Padre cillitta – 6:18
5. Ce na luna – 3:13
6. 20 mila p.? – 3:45
7. Mago pracchiapareddi – 6:44
8. A prima sira – 2:58
9. U camionista – 3:36
10. Bedda tu – 3:38